# Willem de Vlugt

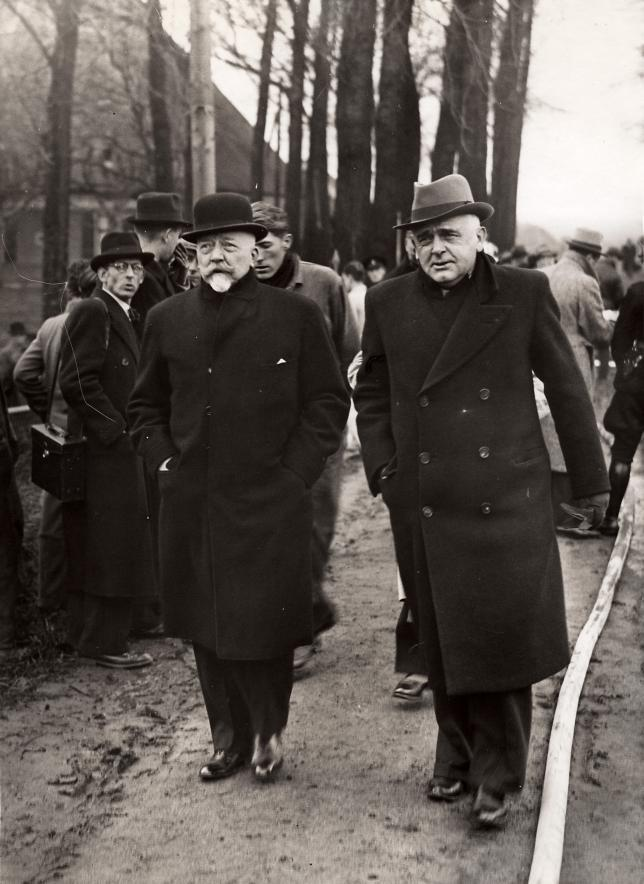
Burgemeester De Vlugt en wethouder G.C.J.D. Kropman (rechts) op de plaats waar een dag tevoren het lesvliegtuig de Ekster (PH-APE) met vier bemanningsleden neerstortte bij de Johanneshoeve (achtergrond) vlak bij Schiphol (10 december 1938).

Willem de Vlugt (Amsterdam, 19 december 1872 - Aerdenhout, 10 februari 1945) was een Nederlandse aannemer en politicus. Van 1921 tot 1941 was hij burgemeester van Amsterdam.

## Levensloop
De Vlugt was getrouwd met Colina de Vlugt-Flentrop. Hij was werkzaam op een assurantiekantoor en een houtzagerij, en was eigenaar van een aannemersbedrijf. In 1909 werd hij voor de Anti-Revolutionaire Partij (ARP) lid van de Tweede Kamer, vanaf 1915 lid van de gemeenteraad van de gemeente Amsterdam en vanaf 1918 ook wethouder. Van 1916 tot 1921 zat hij eveneens in de Provinciale Staten van Noord-Holland en van 1922 tot 1939 ook in de Eerste Kamer.
In 1921 werd hij burgemeester van Amsterdam. Vader Willem werd hij liefkozend genoemd, wat niet wegnam dat hij het niet iedereen naar de zin kon maken. In 1928 stootte hij de gelovigen tegen de borst door tijdens de Olympische Spelen evenementen op zondag bij te wonen. In de jaren dertig kreeg Amsterdam te maken met massale werkloosheid en daardoor rellen als het Jordaanoproer, die door de politie met hulp van het leger hardhandig werden neergeslagen.
De Vlugt was lid van de Gereformeerde Kerk, terwijl nog geen vijf procent van de Amsterdamse bevolking tot dit kerkgenootschap behoorde. Amsterdam stond juist bekend als een vrijzinnig, socialistisch bolwerk.
Tijdens de Tweede Wereldoorlog was het Amsterdamse stadsbestuur niet erg standvastig, maar naar het oordeel van de Duitsers ook niet volgzaam genoeg. Direct na de Februaristaking (1941) werd het complete gemeentebestuur ontslagen. De Vlugt werd opgevolgd door de pro-Duitse burgemeester Edward Voûte.
Willem de Vlugt haalde het einde van de oorlog niet, in februari 1945 overleed hij op 72-jarige leeftijd in het Noord-Hollandse Aerdenhout. In 1952 werd een straat naar hem genoemd, de Burgemeester De Vlugtlaan in het stadsdeel Nieuw-West.

## Onderscheidingen
- Ridder in de Orde van de Nederlandse Leeuw, 30 augustus 1923
- Commandeur in de Orde van Oranje-Nassau, 1 augustus 1928
- Grootofficier in de Orde van Oranje-Nassau, 31 juli 1929
- Commandeur in de Orde van de Nederlandse Leeuw, 29 juni 1932

- Bioscoopjournaal uit 1934. Burgemeester De Vlugt houdt een toespraak bij de opening van de luchtlijn Amsterdam - Hull.
- Bioscoopjournaal uit 1939. Burgemeester De Vlugt houdt een toespraak bij de viering van honderd jaar Nederlandse Spoorwegen.
- Propagandafilm uit 1940 van de Filmdienst der NSB. Nederlandse notabelen, o.a. de oud-burgemeester van Amsterdam dr. W. de Vlugt, willen een charitatieve instelling oprichten. Rijkscommissaris Arthur Seyss-Inquart "neemt" het idee over maar maakt er een nationaalsocialistische organisatie van onder de naam Winter Hulp Nederland (afkorting WHN). Beelden van de activiteiten rond de eerste collecte ten bate van Winter Hulp Nederland.